# Rudolf de Neufville
Carl Rudolf de Neufville (* 28. Mai 1867 in Frankfurt am Main; † 19. August 1937 in Bad Ems) war ein deutscher Chemiker und Abgeordneter des Provinziallandtages der Provinz Hessen-Nassau.

## Leben

### Werdegang und Wirken
Rudolf de Neufville entstammte einer Frankfurter Kaufmannsfamilie und war ein Sohn des Ökonomen Hermann Friedrich de Neufville (1829–1894) und dessen Ehefrau Pauline Fülling (1830–1919).
Nach dem Abitur an der Frankfurter Musterschule im Jahre 1885 absolvierte er ein Medizin- und Chemiestudium, schloss diese mit der Promotion zum Dr. med. und Dr. phil. ab und war von 1891 bis 1894 Dozent des Physikalischen Vereins in Frankfurt. 1897 kam er in den Vorstand der Metallbank & Metallurgische Gesellschaft AG in Frankfurt und 1907 in deren Aufsichtsrat.
1909 erhielt er außerdem die Berufung in den Vorstand der Heddernheimer Kupferwerke.
1913 wurde er (unbesoldeter) Stadtrat in Frankfurt und hatte dieses Ehrenamt bis 1919 inne.
1918 wurde er für Otto Braunfels Mitglied des Nassauischen Kommunallandtages des preußischen Regierungsbezirks Wiesbaden bzw. des Provinziallandtages der Provinz Hessen-Nassau, wo er stellvertretendes Mitglied im Landesausschuss war.

### Familie
Am 12. Februar 1892 heiratete er in Frankfurt Amalie (Melly) Betty Merton (1869–1918, Nichte des Mäzen und Stifters Wilhelm Merton), mit der er die Töchter Olga Pauline , ⚭ Wolf Graf von Bredow und Elisabeth, ⚭ Herbert James Beit von Speyer sowie den Sohn Albert (Ingenieur) hatte.